# 4884 Bragaria
4884 Bragaria este un asteroid din centura principală, descoperit pe 21 iulie 1979 de Nikolai Cernîh.